# XII Governo Regional da Madeira
O XII Governo Regional da Madeira foi formado com base nas eleições legislativas regionais de 29 de março de 2015, que o Partido Social Democrata (PPD/PSD) ganhou com 44,36% dos votos, vindo, no entanto, a obter uma maioria absoluta dos deputados na Assembleia Legislativa da Madeira. Sendo Miguel Albuquerque o líder regional do PPD/PSD, foi convidado a formar governo a 10 de abril. O governo foi empossado e entrou em funções a 20 de abril de 2015.

## Composição
Os membros do XII Governo Regional da Madeira tomaram posse a 20 de abril de 2015, em cerimónia realizada na Assembleia Legislativa da Madeira, na sequência da publicação dos decretos do Representante da República n.os 3 e 4/2015.
A primeira substituição governamental foi a do secretário regional da Saúde Manuel Brito por João Faria Nunes, a 5 de agosto de 2015, depois de virem a público notícias sobre a participação de Brito enquanto acionista em duas clínicas privadas (teria, no entanto, uma quota de apenas 0,008% na Clínica da Sé e havia sido acionista da Clínica de Santa Catarina até julho). A 29 de dezembro de 2016, Faria Nunes foi por sua vez substituído por Pedro Ramos enquanto secretário da Saúde.
En julho de 2017, antes das eleições autárquicas nacionais de 1 de outubro, Rubina Leal saiu da Secretaria da Inclusão e Assuntos Sociais para concentrar-se na sua campanha à Câmara Municipal do Funchal. Foi substituída a 27 de julho por Rita Andrade.
Após as eleições autárquicas de outubro de 2017, em que o PSD-Madeira teve o pior resultado de sempre, houve outra remodelação no governo. A 21 de outubro, saíram os secretários Sérgio Marques (Assuntos Parlamentares e Europeus), Rui Gonçalves (Finanças e Administração Pública) e Eduardo Jesus (Economia, Turismo e Cultura) e entram Pedro Calado (Vice-presidência), Paula Cabaço (Turismo e Cultura) e Amílcar Gonçalves (Equipamentos e Infraestruturas).
A composição do governo ao longo do tempo foi a seguinte:
| Retrato oficial | Cargo                                                       | Detentor                                   | Partido | Partido      | Período                                          |
| --------------- | ----------------------------------------------------------- | ------------------------------------------ | ------- | ------------ | ------------------------------------------------ |
|                 | Presidente do Governo Regional                              | Miguel Filipe Machado de Albuquerque       |         | PPD/PSD      | 20 de abril de 2015 até 15 de outubro de 2019    |
|                 | Vice-presidente do Governo Regional                         | Pedro Miguel Amaro de Bettencourt Calado   |         | PPD/PSD      | 20 de outubro de 2017 até 15 de outubro de 2019  |
|                 | Secretário regional dos Assuntos Parlamentares e Europeus   | Mário Sérgio Quaresma Gonçalves Marques    |         | PPD/PSD      | 20 de abril de 2015 até 20 de outubro de 2017    |
|                 | Secretário regional das Finanças e da Administração Pública | Rui Manuel Teixeira Gonçalves              |         | independente | 20 de abril de 2015 até 20 de outubro de 2017    |
|                 | Secretária regional da Inclusão e Assuntos Sociais          | Rubina Maria Branco Leal Vargas            |         | PPD/PSD      | 20 de abril de 2015 até 27 de julho de 2017      |
|                 | Secretária regional da Inclusão e Assuntos Sociais          | Maria Rita Sabino Martins Gomes de Andrade |         | independente | 27 de julho de 2017 até 15 de outubro de 2019    |
|                 | Secretário regional da Economia, Turismo e Cultura          | António Eduardo de Freitas Jesus           |         | independente | 20 de abril de 2015 até 20 de outubro de 2017    |
|                 | Secretária regional do Turismo e Cultura                    | Paula Cristina de Araújo Cabaço da Silva   |         | independente | 20 de outubro de 2017 até 15 de outubro de 2019  |
|                 | Secretário regional de Educação                             | Jorge Maria Abreu de Carvalho              |         | PPD/PSD      | 20 de abril de 2015 até 15 de outubro de 2019    |
|                 | Secretária regional do Ambiente e Recursos Naturais         | Susana Luísa Rodrigues Nascimento Prada    |         | independente | 20 de abril de 2015 até 15 de outubro de 2019    |
|                 | Secretário regional da Saúde                                | Manuel Veloso Brito                        |         | independente | 20 de abril de 2015 até 5 de agosto de 2015      |
|                 | Secretário regional da Saúde                                | João Augusto Quinto Faria Nunes            |         | PPD/PSD      | 5 de agosto de 2015 até 29 de dezembro de 2016   |
|                 | Secretário regional da Saúde                                | Pedro Miguel Câmara Ramos                  |         | independente | 29 de dezembro de 2016 até 15 de outubro de 2019 |
|                 | Secretário regional de Agricultura e Pescas                 | José Humberto de Sousa Vasconcelos         |         | PPD/PSD      | 20 de abril de 2015 até 15 de outubro de 2019    |
|                 | Secretário regional dos Equipamentos e Infraestruturas      | Amílcar Magalhães de Lima Gonçalves        |         | PPD/PSD      | 20 de outubro de 2017 até 15 de outubro de 2019  |